# 尾形香三夫
尾形 香三夫（おがた かみお、1949年 - 2022年7月18日）は、日本の陶芸家。北海道岩見沢市出身。独自の練上の技法を駆使した陶芸作品で知られる。

## 経歴
1949年北海道岩見沢市に生まれる。陶芸を始めたのは30歳になってからで、知的障害者の施設において、作業の一環として陶芸を指導したことがきっかけとなる。独学で練り込みやロクロの技術を学び、何ものにも囚われることなく自由な発想で陶芸に取り組み始めた。
1983年新篠津村に窯（名：混沌窯）を開き、独自の練上のスタイルを「スーパー練上」と称し、多くの作品を発表していく。微妙に色合いの違う土を、作品によっては30数種類以上組み合わせて個性的な模様を作り上げ、色々な角度から“練上”を追求している。
20代の頃は読書に浸り、ひと山越えるほど本を読み、後に小説を書いていた時もあった。その時期に文学や哲学の世界に強く影響を受け、後の陶芸作品を支えることとなる。
尾形が好きな作家の一人である梅崎春生の「幻化」（『新潮』、1965年6月－8月）という小説から「幻化文」と名付けた作品もあり、人間の内面的な部分を表現した「黄昏」「二つの世界」「眩暈」「空中楼閣」などの作品は文学と陶芸が融合したものと尾形は語っている。
2022年7月18日、直腸癌のため死去、72歳。

## 作品
尾形の作品のテーマは2つあり、一つは「動き」、もう一つは「現代性」。
- 練上のほとんどは、模様のパーツを組み合わせてパターン化した作品が多い。そこにもっと動的な要素を作品の中に表現し、その事によって練上や練込の陶磁器にありがちな固定観念を壊す。CGのようなデザイン、見る人に錯覚を与えるような新しい感覚の作品を生み出している。
- また、“眩暈”“空中楼閣”“黄昏”などの作品に見られるように、今の空気、「現代性」を尾形なりに陶器に表現したいと考えている。

## 略歴
- 1949年　北海道岩見沢市生まれ
- 1983年　新篠津村に窯をひらく
- 1985年　東日本伝統工芸展（入選29回）
- 1985年　日本伝統工芸展（入選7回）
- 1986年　中日国際陶芸展（入選2回）
- 1997年　5人展（京都、たち吉本店ギャラリー）
- 1998年　益子陶芸展（入選5回）
- 2000年　現代茶陶展（入選6回）
- 2003年　日本陶芸展（入選2回）
- 2003年　日本工芸会正会員となる
- 2004年「炎芸術」79号「“伝統工芸”の陶芸」特集にて紹介
- 2005年　菊池ビエンナーレ
- 2006年　現代陶芸の粋（笠間、茨城県陶芸美術館）
- 2007年　朝日陶芸展
- 2007年　長三賞常滑陶芸展（入選2回）
- 2008年　練上講座（江別、セラミックアートセンター）
- 2009年　月刊誌「陶遊」11月号より1年間エッセー連載
『JOAN B MIRVISS LTD Exhibition "EASTERN    DEPARTURES″(NY)』
- 2010年　東日本伝統工芸展50周年記念特別展「21世紀の伝統工芸－世界の眼－」（MOA美術館）
『JOAN B MIRVISS LTD Exhibition “青”（NY）』
- 2013年　JOAN B MIRVISS LTD Exhibition“The Eight Winds”(NY)
- 2013年　炎芸術「116号」練上特集にて紹介
- 2014年　庄六賞茶盌展
- 2022年　死去

## 受賞
- 1988年　伝統工芸新作展北海道新聞社賞（95、05年受賞）
- 1998年　益子陶芸展審査員特別賞（’00年受賞）
- 2005年　現代茶陶展TOKI織部銀賞
- 2005年　伝統工芸新作展東日本支部賞
- 2016年　現代陶芸奨励賞

## 作品収蔵
- メトロポリタン美術館（2006）
- ニューオリンズ美術館（2009）
- ミネアポリス　インステチュート　オブ　アート（2010）等

## 個展
- 1991年　大同ギャラリー（札幌、15回）
- 1994年　アトリエ“エム”（日野、5回）
- 2001年　銀座・工芸むら田
- 2002年　東京アメリカンクラブ
- 2003年　中村美術サロン（筑西、05,08,12年）
- 2004年　赤坂・乾ギャラリー
- 2005年　日本橋三越
- 2006年　丸井今井（札幌）
- 2007年　楽美洞茶陶館（山形、10、13年）
- 2009年　さいとうギャラリー（札幌、以後毎年）
- 2010年　銀座・工芸いま（12、14年）

## 家族
- 息子はロックバンドHEREの尾形回帰[2]